# 종스크롤 비디오 게임
종스크롤 비디오 게임(영어: vertically scrolling video game, vertical scroller)은 플레이어가 주로 위에서 내려다보는 시점에서 화면이 상하 방향으로 이동해 진행하는 비디오 게임이다.

## 같이 보기
- 횡스크롤 비디오 게임
- 패럴랙스 스크롤링